# Université fédérale de Toulouse Midi-Pyrénées
Université fédérale de Toulouse Midi-Pyrénées este o instituție și universitate franceză dedicată cercetării și investigației, situată în orașul Toulouse, Midi-Pirinei. Este dedicat în principal tehnologiei, științei și ingineriei, dar și altor subiecte. A fost creat în 2007.

## Membri
- Université Toulouse-Capitole
- Université Toulouse-Jean-Jaurès
- Université Toulouse-III-Paul-Sabatier
- Institut national polytechnique de Toulouse
- Institut national des sciences appliquées de Toulouse
- Institut supérieur de l'aéronautique et de l'espace
- Institut d'études politiques de Toulouse
- Centre universitaire Jean-François-Champollion
- École nationale supérieure des mines d'Albi-Carmaux
- École nationale de l'aviation civile
- École nationale supérieure d'architecture de Toulouse
- École nationale de formation agronomique
- Toulouse Business School
- Institut catholique d'arts et métiers

## Legături externe
- Université de Toulouse